# Декеанглии

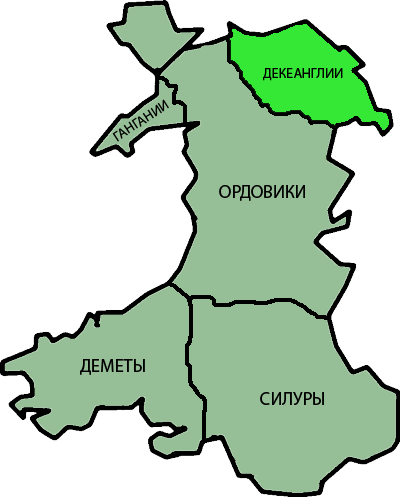
Предполагаемая территория расселения декеанглиев

Декеанглии (лат.  Deceangli) — кельтское племя, занимавшее в эпоху железного века земли в северном Уэльсе (территории традиционных графств Денбишир и Флинтшир).
Племенное название «декеанглии», имеет много вариантов написания в латинских источниках: Deciangli, Decangi, Deceangi, Cangi, Ceangi, Ceangli. Однако до настоящего времени нет общепризнанной версии происхождения этнонима. Вероятно, племенное имя сохранилось в названии кантрева Тегейнгл (валл. Tegeingl, Флинтшир).
Декеанглии, как и деметы, не оказали значительного сопротивления римскому завоеванию. В 48 году пропретор провинции Британия Осторий Скапула, покорив земли иценов, в рамках одного непродолжительного похода занял территорию декеанглиев, и более о вооруженных столкновениях этого племени с римлянами не сообщается.
По всей видимости, после компании Агриколы в 78—84 годах военное администрирование над этой территорией осуществлялось из Девы (лат. Deva, совр. Честер), места дислокации XX Легиона Валерия. 
Основным населенным пунктом декеанглиев был Кановиум (лат. Canovium, совр. Каэрхин) – кавалерийский форт в северном Гуинете, поселение рядом с которым предположительно могло служить торговым центром области.
Промышленная деятельность декеанглиев, очевидно, имела значительный объём и заключалась в добыче свинца и серебра в районах Пен-и-Гогарт (валл. Pen y Gogarth, совр. Лландидно) и Пентрэ-Флинт (валл. Pentre Flynt, совр. Пентрэ). До настоящего времени сохранились несколько свинцовых болванок со стандартизованными размерами — приблизительно 60 х 15 х 10 сантиметров, весом около 70 килограмм, надписи на которых позволяют локализовать их производство в землях племени и датировать концом первого века нашей эры.
После оставления Британии римлянами территория декеанглиев вошла в состав валлийских королевств Гвинед и Поуис.